# Armitage III
Armitage III (jap. アミテージ・ザ・サード Amitēji za Sādo) – japoński miniserial animowany gatunku science-fiction z elementami cyberpunku z 1995 roku. Serial skupia się na losach policjantki Naomi Armitage, która tak naprawdę jest jednym z rzadkich, wysoko zaawansowanych robotów trzeciej generacji.
W Polsce, seria była dystrybuowana od 1996 roku na kasetach VHS przez Planet Manga, w wersji anglojęzycznej, natomiast od 1998 była emitowana w języku polskim przez Canal+. OVA została wydana w tym samym roku, także przez Planet Manga, tym razem w języku polskim.

## Fabuła
Jest rok 2046. Ross Sylibus, policjant z Chicago, przenosi się na Marsa. Podczas jego lotu zostaje zamordowana piosenkarka country. Sprawy bardziej się komplikują, gdy okazuje się, że owa piosenkarka była robotem tzw. trzeciej generacji. Roboty tego typu z wyglądu przypominają ludzi i trudno jest je rozpoznać. Potrafią kochać i nienawidzić tak jak istoty ludzkie. Ich produkcja jest nielegalna na Marsie. Wkrótce dochodzi do kolejnych morderstw, których ofiarami okazują się roboty trzeciej generacji, a także do zamachów terrorystycznych, wskutek których wybuchają zamieszki przeciwko narastającej obecności robotów w marsjańskim społeczeństwie. Sylibus prowadzi śledztwo w tej sprawie razem z nową partnerką – ekstrawagancką Naomi Armitage. W wyniku dochodzenia odkrywają spisek rządu marsjańskiego, wskutek czego także ich życie jest zagrożone, zwłaszcza gdy wychodzi na jaw, że Naomi Armitage także jest robotem trzeciej generacji.

## Główne postacie
- Naomi Armitage – tytułowa bohaterka serialu anime. Należy do trzeciej generacji robotów Marsjan. Razem z Rossem Sylibusem prowadzi śledztwo morderstwa piosenkarki country. W czasie odbywania misji zakochuje się w nim z wzajemnością.
- Ross Sylibus – policjant z Chicago, ma za sobą traumatyczne przeżycia, gdyż jego partner został zabity przez androida. Przenosi się na Marsa i dołącza do Armitage w poszukiwaniu seryjnych zabójców robotów.

## Obsada (głosy)

### Dubbing japoński
- Hiroko Kasahara - Naomi Armitage (OVA)
- Ryōka Yuzuki - Naomi Armitage (Armitage: Dual-Matrix (movie))
- Yasunori Masutani - Ross Sylibus (OVA)
- Hikaru Hanada - Ross Sylibus (Armitage: Dual-Matrix (movie))
- Ryūsei Nakao - Rene D'anclaude (OVA)
- Megumi Ogata - Julian Moore (OVA)
- Mitsuki Saiga – Julian Moore (Armitage: Dual-Matrix (movie))
- Masaharu Satô - Larry Randolph (OVA)
- Hirohiko Kakegawa – Eddie Barrows (OVA)
- Nobutoshi Kanna - Chris Brown (OVA)
- Shima Shunsuke – Asakura (OVA)
- Chiharu Kataishi - Jessica Manning (OVA)
- Yuka Imai – Yoko (Armitage: Dual-Matrix (movie))
- Kazuhiro Yamaji – Demitrio (Armitage: Dual-Matrix (movie)
- Jōji Nakata – Strings (Armitage: Dual-Matrix (movie))
- Takumi Yamazaki – Mause (Armitage: Dual-Matrix (movie))
- Iemasa Hayumi – Frederick Ohara (Armitage: Dual-Matrix (movie)

### Dubbing angielski
- B.G. Mills - Naomi Armitage (OVA)
- Elizabeth Berkley – Naomi Armitage (Armitage III: Poly-Matrix (movie))
- Juliette Lewis – Naomi Armitage (Armitage: Dual-Matrix (movie))
- Hank Wilspank - Ross Sylibus (OVA)
- Kiefer Sutherland - Ross Sylibus (Armitage III: Poly-Matrix (movie))
- Skip Stellrecht -  Ross Sylibus (Armitage: Dual-Matrix (movie)
- Dan Woren (Jackson Daniels) - Rene D'anclaude (OVA, Armitage III: Poly-Matrix (movie))
- Wanda Nowicki Julian Moore (Armitage III: Poly-Matrix (movie))
- Ed Mannix - Larry Randolph (OVA)
- Ray Michaels - Larry Randolph (OVA)
- Michael Reynolds - Larry Randolph (Armitage III: Poly-Matrix (movie))
- Bryan Cranston - Eddie Barrows ((Armitage III: Poly-Matrix (movie))
- Rudy Luzion - Chris Brown (OVA)
- Stephen Apostolina – Chris Brown (Armitage III: Poly-Matrix (movie))
- Barry Stigler - Asakura (Armitage III: Poly-Matrix (movie))
- Anne Sherman – Jessica Manning (OVA)
- Riva Spier - Jessica Manning (Armitage III: Poly-Matrix (movie))
- Mona Marshall – Julian Moore (Armitage: Dual-Matrix (movie))
- Rebecca Forstadt – Yoko (Armitage: Dual-Matrix (movie))
- Michael McConnohie – Demitrio (Armitage: Dual-Matrix (movie))
- Tom Wyner – Strings (Armitage: Dual-Matrix (movie))
- Ahmed A. Best – Mouse (Armitage: Dual-Matrix (movie))
- Michael Forest – Frederick Ohara (Armitage: Dual-Matrix (movie))

## Lista odcinków
- 1: Electro Blood (OVA) (50 minut)
- 2: Flesh & Stone (OVA) (30 minut
- 3: Heart Core (OVA) (30 minut)
- 4: Bit of Love (OVA) (30 minut)

- Armitage III: Poly Matrix – wersja pełnometrażowa (połączenie wszystkich czterech odcinków), która trwa 90 minut a nie 140, gdyż wiele scen zostało wyciętych[5]. Jest to wersja angielska z polskimi napisami[6] wydana na VHS. Dystrybucja: Planet Manga.
- Armitage: Dual-Matrix